# コニービデオ
コニービデオ株式会社（英語: CONNY VIDEO）は、かつて存在していた日本の企業。DVD・ビデオ関連商品の販売会社として、中国の映像作品を多数販売していた。旧社名はコニービデオ有限会社。

## 概要
設立当初より中国大陸発のテレビドラマ・ドキュメンタリーなどに注力していたが、香港や日本などの作品にも手を染めた。
ラクラクコミュニケーションズに翻訳された中国映像作品を販売することが多かった。なお、販売した中国語の映像ソフトはいずれも日本語吹き替えを収録していない。
2014年7月9日、関連会社のコニービジョン有限会社、コニープロダクション有限会社と共に破産手続きの開始決定を受けた。

## 主な商品
完全版と短縮版が同時に存在する場合、短縮版は記載しない。

### 中国大陸

#### テレビドラマ
春秋戦国
- 孔子【VHS・DVD】
日中総合企画株式会社が日中復交二十周年（1992年）記念の際に発売したVHSセットと内容同一。冒頭部分のナレーションは加藤精三が担当。
- 東周列国 春秋篇・戦国篇【VHS・DVD】（DVD：2005年4月21日より販売）
VHSの表題は『春秋戦国英傑伝 春秋篇・戦国篇』。

秦・漢
- 劉邦と項羽【VHS・DVD】（DVD：2003年3月21日より販売）
- 司馬遷【VHS・DVD】（DVD：2005年10月21日より販売）
初版DVDの表題は『司馬遷と漢武帝』。

三国
- 三国演義【VHS・DVD】（DVD：2002年6月21日より販売）
DVDの表題は『三国志』。
- 曹操【DVD】（2006年9月21日より販売）
後に『三国志 曹操』に改題され再販売された。
- 関羽【DVD】（2006年11月21日より販売）
後に『三国志 関公』に改題され再販売された。

唐
- 則天武后【DVD】（2007年6月21日より販売）
- 西遊記【VHS・DVD】（DVD：2002年8月21日より販売）
- 続 西遊記【VHS・DVD】（DVD：2003年10月21日より販売）

宋・元
- 楊家将【DVD】（2007年10月21日より販売）
- 水滸伝 永遠なる梁山泊【VHS・DVD】（DVD：2003年6月21日より販売）
- チンギス・ハーン【DVD】（2004年12月10日より販売）

清
- 康熙王朝【VHS・DVD】（DVD：2003年11月21日より販売）
- 雍正王朝【VHS・DVD】（DVD：2004年1月21日より販売）
- 乾隆王朝【DVD】（2009年1月21日より販売）
- 康煕 雍正 乾隆 清王朝三代に仕えた宮廷画師郎世寧【DVD】（2007年8月21日より販売）
後に『宮廷画師 郎世寧』、『カスティリオーネ 郎世寧』に改題され再販売された。
- 西太后の紫禁城【DVD】（2005年1月21日より販売）
- ラストエンペラー【DVD】（2004年6月21日より販売）

民国・共和国
- 宋慶齢の生涯【DVD】（2003年12月21日より販売）
全3話に再編集された短縮版。
- 画魂 〜愛の旅路〜【DVD】（2005年8月21日より販売）
- 上海 激動の1937【DVD】（2012年7月21日より販売）
- 歌声天高く 〜父と過ごした日々〜【DVD】（2012年2月21日より販売）
- 絶対権力【DVD】（2013年3月21日より販売）

架空の時代
- 紅楼夢【VHS・DVD】（DVD：2005年9月21日より販売）

#### 実写映画
- 早春二月【DVD】（2006年5月21日より販売）

#### アニメ映画
- 宝蓮灯【DVD】（2006年5月21日より販売）

### 香港

#### テレビドラマ
- 鹿鼎記【DVD】（2007年12月21日より販売）
- 楊家将【DVD】（2008年10月21日より販売）
- クロスロード【DVD】（2009年8月21日より販売）
- カンフーレジェンド 蘇乞児外伝【DVD】（2010年5月21日より販売）

#### 映画
- 終わらない愛を探して【DVD】（2013年2月21日より販売）

### 日本

#### テレビアニメ
- 新釈 眞田十勇士【DVD】（2007年5月21日より販売）